# La Sentiu de Sió
La Sentiu de Sió è un comune spagnolo di 469 abitanti situato nella comunità autonoma della Catalogna.